# Пенья Енкарнада
«Пенья Енкарнада» (кат. Associació Club Penya Encarnada d'Andorra) — професіональний андоррський футбольний клуб із міста Андорра-ла-Велья, заснований 2009 року.

## Історія
Ассосіасао Клуб Пенья Енкарнада д'Андорра було засновано в 2009 році як спортивне товариство, яке популяризує футбол та спорт в цілому в Андоррі-ла-Велья під патронажем Будинку Бенфіки. Команда вперше потрапила до Прімера Дівісіо після того, як в сезоні 2014/15 років виграла Сегона Дівісіо. Тим не менше, клуб покинув елітний дивізіон по завершенню сезону.

## Досягнення
- Сегона Дівісіо
  -  Чемпіон (1): 2014/15

## Клубні кольори та логотип
«Пенья Енкарнада д'Андорра» має португальську символіку. Оскільки клубні форма та логотип пов'язані з португальським клубом Бенфіка. Традиційними клубним кольорами є червоний та чорний, а логотип клубу являє собою незначні зміни логотипу спортивного клубу Бенфіка.

## Статистика виступів у національних турнірах
| Ліга            | Сезон   | М  | Іг | В  | Н | П  | ЗМ | ПМ  | РМ   | О  |
| --------------- | ------- | -- | -- | -- | - | -- | -- | --- | ---- | -- |
| Сегона Дівісіо  | 2009–10 | 7  | 14 | 1  | 0 | 13 | 13 | 57  | −44  | 3  |
| Сегона Дівісіо  | 2010–11 | 7  | 18 | 4  | 1 | 13 | 27 | 50  | −23  | 13 |
| Сегона Дівісіо  | 2011–12 | 9  | 18 | 2  | 3 | 13 | 26 | 62  | −36  | 9  |
| Сегона Дівісіо  | 2012–13 | 11 | 22 | 5  | 0 | 17 | 30 | 103 | −73  | 15 |
| Сегона Дівісіо  | 2013–14 | 14 | 14 | 1  | 1 | 12 | 13 | 74  | −61  | 4  |
| Сегона Дівісіо  | 2014–15 | 1  | 16 | 13 | 2 | 1  | 70 | 23  | +47  | 41 |
| Прімера Дівісіо | 2015–16 | 8  | 20 | 1  | 3 | 16 | 15 | 58  | -43  | 3  |
| Сегона Дівісіо  | 2016–17 | 2  | 23 | 17 | 4 | 2  | 89 | 27  | +62  | 55 |
| Прімера Дівісіо | 2017–18 | 8  | 27 | 3  | 2 | 22 | 15 | 126 | -111 | 11 |